# Engfa Waraha
Engfa Waraha (tiếng Thái: อิงฟ้า วราหะ, RTGS: Ingfa Waraha, phát âm [ʔīŋ.fáː wá(ʔ).rāː.hàʔ]; sinh 1995), có biệt danh là Mook (tiếng Thái: มุก, RTGS: Muk, phát âm [múk]; lit. "Pearl"), là một nhạc sĩ và Hoa hậu người Thái Lan.
Cô xuất hiện trong mùa thứ bảy của The Voice Thailand. Năm 2022, cô giành chiến thắng trong cuộc thi quốc gia Hoa hậu Hòa bình Thái Lan 2022 với tư cách là đại diện của thủ đô Bangkok. Cô đại diện cho Thái Lan tại Hoa hậu Hòa bình Quốc tế 2022 được tổ chức tại Indonesia vào ngày 25 tháng 10, nơi cô giành được vị trí Á hậu 1.

## Cuộc sống cá nhân
Engfa Waraha sinh ra ở tỉnh Uthai Thani trong một gia đình nhạc sĩ;  cha cô là một tay chơi keyboard và mẹ cô là ca sĩ luk thung (Thai pop-country).

## Sự nghiệp ban đầu
Vì sinh ra trong một gia đình trong nghề âm nhạc nên Engfa có thể học các kỹ năng âm nhạc từ cha mẹ và bắt đầu biểu diễn trên sân khấu khi mới 6 tuổi. Hơn nữa, sự quen biết và gần gũi với truyền thống quê hương từ khi còn nhỏ đã thôi thúc cô mơ ước trở thành một Likay, đồng thời là người chủ trì nghi lễ ban phước lành của người Thái. (tiếng Thái: ช่างทำขวัญ). Ở tuổi 17, do cha cô bị ung thư giai đoạn cuối, cô đã ký hợp đồng có thời hạn 12 năm với cơ quan quản lý nghệ sĩ có trụ sở tại Bangkok "Sangravee Entertainment" để trả tiền cho việc điều trị căn bệnh ung thư của cha cô và phát hành bốn đĩa đơn; hai đĩa đơn vào năm 2015 và phần còn lại vào năm 2016. Cuối năm 2013, một năm sau khi cha cô qua đời, cô có cơ hội gặp gỡ người chủ lễ cầu phúc của người Thái "Phonraphee Maneethai" (tiếng Thái: พรระพี มณีไทย) người sau này đã thuyết phục cô học để trở thành một nghệ nhân hành lễ cũng như hát thơ Thái (tiếng Thái: ขับเสภา) cho đến khi đủ thành thạo để có thể sử dụng nó cho sự nghiệp. Ngoài ra, trước khi gia nhập làng giải trí quốc dân, cô còn từng làm hầu bàn, bán rau, bán đồ ăn, caddie, và người mẫu.
Engfa được biết đến với biệt danh "Engfa Sangravee" sau khi tham gia mùa thứ bảy của cuộc thi ca hát thực tế The Voice Thailand vào năm 2018. Cô đã phải dừng bước ở vòng đối đầu của giai đoạn thứ hai của cuộc thi. Kể từ đó, cô đã xuất hiện trong một số chương trình truyền hình, chẳng hạn như khách mời trong phim hài tình huống Pen Tor và Raberd Terd Terng, cũng như tham gia nhiều trò chơi truyền hình như 123 Rank Show, Still Standing Thai và Guess My Age.

## Cuộc thi sắc đẹp
Năm 2020, Engfa Waraha tham dự Hoa hậu Hòa bình Suphanburi, một cuộc thi sơ bộ cấp tỉnh cho Hoa hậu Hòa bình Thái Lan, nhưng đã rút lui do vấn đề hợp đồng.. Cô trở lại thi đấu vào năm 2022 và đăng quang Hoa hậu Hòa bình Bangkok 2022. Sau đó cô đã đăng quang Hoa hậu Hòa bình Thái Lan 2022.
Cô cũng tham dự Hoa hậu Hòa bình Quốc tế 2022 và là Á hậu 1.

## Danh sách đĩa nhạc

### Đĩa đơn
- 2015: Jing Hrue Plao (tiếng Thái: จริงหรือเปล่า, Is that true?)
- 2015: Yuek Yak (tiếng Thái: ยึกยัก, Roughly)
- 2016: Khao Ma Jeeb Noo Na (tiếng Thái: เขามาจีบหนูนะ, He flirts with me)
- 2016: Mai Sod Kor Hlob Di (tiếng Thái: ไม่โสดก็หลบดิ, Boot out, the benching) cùng với Mila
- 2016: จะรักไม่รัก
- 2022: Be You, Be Unique - cùng với Nathapatsorn Simasthien
- 2022: Viv Skin
- 2023: THAITANIUM - Ta Lueng Baby (cùng với Twopee Southside, FIIXD, SARAN)
- 2023: When I Fall In Love - cùng với Charlotte Austin
- 2024: The One And Only

## Danh sách phim

### Phim truyền hình
| Năm  | Tựa             | Vai   | Đài      | Vai trò  | Ghi chú              |
| ---- | --------------- | ----- | -------- | -------- | -------------------- |
| 2023 | Show me Love    | Meena | Grand TV | Nữ chính | [ 18 ] [ 19 ]        |
| 2024 | Bangkok Blossom | Kulap | One 31   | Nữ chính | [ 20 ] [ 21 ] [ 22 ] |
| 2024 | Love Bully      | Night | One 31   | Nữ chính | [ 23 ]               |
| 2024 | The Petrichor   | Tun   | One 31   | Nữ chính | [ 24 ]               |

### Phim điện ảnh
| Năm  | Tựa                    | Vai | Vai trò  | Ghi chú       |
| ---- | ---------------------- | --- | -------- | ------------- |
| 2024 | The Paradise of Thorns | Mo  | Nữ chính | [ 25 ] [ 26 ] |

### Phim sitcom
| Năm  | Tựa                             | Vai            | Đài          | Vị trí    |
| ---- | ------------------------------- | -------------- | ------------ | --------- |
| 2019 | Pen Tor (เป็นต่อ)                 | Phraew（แพรว） | One 31       | Khách mời |
| 2021 | ก็มาดิคร้าบ                        | Hwana（หัวหน้า） | Workpoint TV | Khách mời |
| 2021 | Raberd Terd Terng (ระเบิดเถิดเทิง) | Orn（อ้อน）     | Workpoint TV | Khách mời |
| 2022 | บริษัทฮาไม่จำกัด TAGTEAM            | Engfa（อิงฟ้า）  | One 31       | Khách mời |

### Video âm nhạc
| Năm  | Tên bài hát             | Nghệ sĩ                                                  |
| ---- | ----------------------- | -------------------------------------------------------- |
| 2020 | ฉันไม่รู้ตัว                 | ST-ONE ft. Nicecnx                                       |
| 2021 | ต.ล.ก                   | Ball ChernyimX โชค ไทรถแห่                                |
| 2022 | แค่ตัวร้าย                 | Aoyler                                                   |
| 2022 | WoW WoW WoW(ติดว้าวล้าวอ่ะ) | Wonderframe x Engfa x Kin                                |
| 2022 | Cake Diet(เค้ก ไดเอท)    | Daboyway                                                 |
| 2023 | Ta Lueng Baby           | Thaitanium (feat. Engfa, Twopee Southside, FIIXD, SARAN) |
| 2024 | Unforgettable (ขึ้นใจ)    | NuNew                                                    |

### Lồng tiếng
| Năm  | Tựa            | Vai                      | Tham khảo |
| ---- | -------------- | ------------------------ | --------- |
| 2023 | Arena of Valor | Lauriel Tử Nguyệt La Sát | [ 27 ]    |

## Buổi hòa nhạc
| Tên chương trình                                  | Thời gian                      | Địa điểm    | Địa điểm              | Địa điểm                               | Nghệ sĩ khách mời                                                   | Số buổi |
| Tên chương trình                                  | Thời gian                      | Quốc gia    | Thành phố             | Địa điểm                               | Nghệ sĩ khách mời                                                   | Số buổi |
| ------------------------------------------------- | ------------------------------ | ----------- | --------------------- | -------------------------------------- | ------------------------------------------------------------------- | ------- |
| มิสแกรนด์ X ระเบียบวาทะศิลป์                           | Ngày 3 - 5 tháng 5 năm 2022    | Thái Lan    | Bangkok               | SHOW DC Hall                           |                                                                     | 3       |
| มิสแกรนด์ X ระเบียบวาทะศิลป์                           | Ngày 24 - 27 tháng 5 năm 2022  | Thái Lan    | Bangkok               | SHOW DC Hall                           |                                                                     | 4       |
| มิสแกรนด์ X เสียงอิสาน                                | Ngày 1 - 2 tháng 7 năm 2022    | Thái Lan    | Bangkok               | SHOW DC Hall                           |                                                                     | 2       |
| The Grand Concert อิงฟ้ามหาชน                       | Ngày 6 tháng 8 năm 2022        | Thái Lan    | Bangkok               | SHOW DC Hall                           |                                                                     | 1       |
| Grand December Festival 2022                      | Ngày 1 - 3 tháng 12 năm 2022   | Thái Lan    | Bangkok               | SHOW DC Hall                           |                                                                     | 3       |
| Grand December Festival 2022                      | Ngày 8 - 10 tháng 12 năm 2022  | Thái Lan    | Bangkok               | SHOW DC Hall                           |                                                                     | 3       |
| Grand December Festival 2022                      | Ngày 15 - 17 tháng 12 năm 2022 | Thái Lan    | Bangkok               | SHOW DC Hall                           |                                                                     | 3       |
| Grand December Festival 2022                      | Ngày 20 tháng 12 năm 2022      | Thái Lan    | Bangkok               | SHOW DC Hall                           |                                                                     | 1       |
| Grand December Festival 2022                      | Ngày 22 - 24 tháng 12 năm 2022 | Thái Lan    | Bangkok               | SHOW DC Hall                           |                                                                     | 3       |
| Grand December Festival 2022                      | Ngày 29 - 30 tháng 12 năm 2022 | Thái Lan    | Bangkok               | SHOW DC Hall                           |                                                                     | 3       |
| The Grand Concert Engfa x Charlotte in USA        | Ngày 20 tháng 5 năm 2023       | Hoa Kỳ      | Washington            | Zapverr Thai Restaurant & Rounge       |                                                                     | 1       |
| The Grand Concert Engfa x Charlotte in USA        | Ngày 23 tháng 5 năm 2023       | Hoa Kỳ      | Los Angeles           | Mayan Night Club                       |                                                                     | 1       |
| The Grand Concert Engfa x Charlotte in USA        | Ngày 25 tháng 5 năm 2023       | Hoa Kỳ      | California            | Stones Gambling Hall                   |                                                                     | 1       |
| The Grand Concert Engfa x Charlotte in USA        | Ngày 29 tháng 5 năm 2023       | Hoa Kỳ      | Dallas                | Holiday Inn                            |                                                                     | 1       |
| The Grand Concert คู่ใครคู่มันส์                        | Ngày 17 tháng 6 năm 2023       | Thái Lan    | Bangkok               | MGI HALL                               |                                                                     | 1       |
| Englot Fan Meet in Manila                         | Ngày 23 tháng 7 năm 2023       | Philippines | Quezon                | New Frontier Theater                   |                                                                     | 1       |
| The Grand Concert Engfa Mahachon 2                | Ngày 20 tháng 8 năm 2023       | Thái Lan    | Bangkok               | MGI HALL                               | Charlotte Austin Ajcharee Srisuk                                    | 2       |
| The Grand Concert Engfa Live in Vietnam           | Ngày 28 tháng 10 năm 2023      | Việt Nam    | Thành phố Hồ Chí Minh | Nhà thi đấu Phú Thọ                    | Charlotte Austin Ajcharee Srisuk Kamonwarai Prajakrattanakul        | 1       |
| The Grand Concert Engfa Live in Philippines       | Ngày 26 tháng 11 năm 2023      | Philippines | Pasay                 | Newport World Resorts                  | Charlotte Austin Ajcharee Srisuk                                    | 1       |
| The Grand Concert Engfa Live in Cambodia          | Ngày 20 tháng 3 năm 2024       | Campuchia   | Phnôm Pênh            | Naba Theatre                           | Charlotte Austin Ajcharee Srisuk                                    | 1       |
| The Grand Concert Live in Phuket：Paradise Island | Ngày 20 tháng 3 năm 2024       | Thái Lan    | Phuket                | Saphan Hin 4000 Seat Municipal Stadium | Pinkela Charlenruk Charlotte Austin Ajcharee Srisuk Aoom Thaweeporn | 1       |
| The Grand Concert Englot in USA                   |                                | Hoa Kỳ      | New York              |                                        | Charlotte Austin                                                    | 1       |
| The Grand Concert Englot in USA                   |                                | Hoa Kỳ      | Washington            |                                        | Charlotte Austin                                                    | 1       |
| The Grand Concert Englot in USA                   |                                | Hoa Kỳ      | Miami                 |                                        | Charlotte Austin                                                    | 1       |
| The Grand Concert Englot in USA                   |                                | Hoa Kỳ      | Los Angeles           |                                        | Charlotte Austin                                                    | 1       |

## Giải thưởng và đề cử
| Năm  | Lễ trao giải                          | Giải                                                  | Đề cử cho                | Kết quả                |
| ---- | ------------------------------------- | ----------------------------------------------------- | ------------------------ | ---------------------- |
| 2022 | TC Candler                            | Top 100 gương mặt nữ đẹp nhất thế giới                | Engfa Waraha             | Top 100 người (thứ 46) |
| 2022 | Thairath ที่สุดแห่งปี                      | Người nổi tiếng của năm                               | Engfa Waraha             | Đoạt giải              |
| 2022 | Sanook สุดจัดที่สุดแห่งปี                    | Cặp đôi đẹp nhất năm                                  | Englot (Engfa-Charlotte) | Đề cử                  |
| 2022 | Sanook สุดจัดที่สุดแห่งปี                    | Người phụ nữ truyền cảm hứng của năm                  | Engfa Waraha             | Đoạt giải              |
| 2022 | Daradaily                             | Cặp đôi đẹp nhất năm                                  | Englot (Engfa-Charlotte) | Đoạt giải              |
| 2022 | Daradaily                             | Người nổi tiếng có xu hướng nhất trong năm            | Engfa Waraha             | Đoạt giải              |
| 2022 | Line Today                            | Nghệ sĩ của năm                                       | Engfa Waraha             | Đoạt giải              |
| 2022 | TikTok LIVE Carnival                  | Best Live Creator Entertainment and Music             | Engfa Waraha             | Đoạt giải              |
| 2022 | Kom Chad Luek Awards                  | Cover các ca khúc nhạc đồng quê nổi tiếng của nữ giới | Engfa Waraha             | Đoạt giải              |
| 2022 | TikTok Awards Thailand                | Celebrity of The Year                                 | Engfa Waraha             | Đoạt giải              |
| 2022 | T.V.Pool Star Party                   | Cặp đôi công khai                                     | Englot (Engfa-Charlotte) | Đoạt giải              |
| 2022 | T.V.Pool Star Party                   | Thiên thần công cộng                                  | Engfa Waraha             | Đoạt giải              |
| 2022 | Kazz Awards 2022                      | Cô gái xuất sắc nhất năm                              | Engfa Waraha             | Đoạt giải              |
| 2022 | Kazz Awards 2022                      | Most Trending On Social Media                         | Englot (Engfa-Charlotte) | Đoạt giải              |
| 2022 | Wisdom V Academy                      | The IDOL Awards                                       | Engfa Waraha             | Đoạt giải              |
| 2023 | Sanook สุดจัดที่สุดแห่งปี                    | Popular Vote                                          | Engfa Waraha             | Đề cử                  |
| 2023 | Sanook สุดจัดที่สุดแห่งปี                    | Couple of The Year                                    | Englot (Engfa-Charlotte) | Đề cử                  |
| 2023 | Sanook สุดจัดที่สุดแห่งปี                    | Series of the year                                    | Show Me Love             | Đề cử                  |
| 2023 | STARFM                                | Star Actor & Actress 2023                             | Engfa Waraha             | Đề cử                  |
| 2023 | TC Candler                            | Top 100 gương mặt nữ đẹp nhất thế giới                | Engfa Waraha             | Top 100 người (thứ 80) |
| 2023 | Maya TV Awards 2023                   | Charming Woman of The Year                            | Engfa Waraha             | Đoạt giải              |
| 2023 | Maya TV Awards 2023                   | Popular Vote                                          | Engfa Waraha             | Đề cử                  |
| 2023 | Maya TV Awards 2023                   | Couple of The Year                                    | Englot (Engfa-Charlotte) | Đề cử                  |
| 2023 | Starlight Awards                      | 2023 The Shining Actors of Thailand Summer            | Engfa Waraha             | Đoạt giải              |
| 2023 | Kazz Awards 2023                      | Shining Star Of The Year                              | Engfa Waraha             | Đoạt giải              |
| 2023 | Kom Chad Luek Awards                  | LGBTQ+                                                | Engfa Waraha             | Đề cử                  |
| 2023 | Global Beauties                       | Miss Grand Slam 2022                                  | Engfa Waraha             | Top 20 người (thứ 15)  |
| 2024 | Thai Update                           | The Beloved Star of The Year                          | Engfa Waraha             | Đề cử                  |
| 2024 | Kazz Awards 2024                      | Popular Vote                                          | Engfa Waraha             | Đề cử                  |
| 2024 | Kazz Awards 2024                      | Series of the year 2024                               | Show Me Love             | Đề cử                  |
| 2024 | Kazz Awards 2024                      | Couple of The Year                                    | Englot (Engfa-Charlotte) | Đề cử                  |
| 2024 | Kom Chad Luek Awards                  | LGBTQ +                                               | Engfa Waraha             | Đề cử                  |
| 2024 | Kom Chad Luek Awards                  | Beauty Queen of The Year                              | Engfa Waraha             | Đề cử                  |
| 2024 | Kom Chad Luek Awards                  | Thai Internation Singer                               | Engfa Waraha             | Đề cử                  |
| 2024 | Kom Chad Luek Awards                  | Popular Couple                                        | Englot (Engfa-Charlotte) | Đề cử                  |
| 2024 | FEED Y AWARDS 2024                    | Most Popular Series Actor                             | Engfa Waraha             | Đề cử                  |
| 2024 | Maya TV Awards 2024                   | Ngôi sao nữ đang lên của năm                          | Engfa Waraha             | Đề cử                  |
| 2024 | Thailand Headlines Person of the Year | The most popular Thai star                            | Engfa Waraha             | Đoạt giải              |
| 2024 | Daily News Awards2024                 | D - Superstar                                         | Engfa Waraha             | Đoạt giải              |